# 고인디언

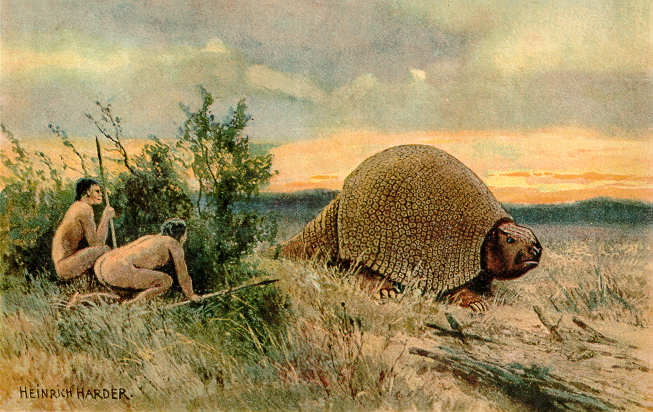
글립토돈을 사냥하는 고인디언들 (1920년, 하인리히 하더 작품)

고인디언(Paleo-Indians)은 플라이스토세 후기 끝에 아메리카 대륙으로 처음 들어와 거주하기 시작한, 고고학적으로 추적되는 인류 집단이다. 전통적인 아메리카 고고학 연구에서는 이를 석기 단계(Lithic stage)라고도 한다.
주류설에 따르면 이들은 대형 동물 사냥꾼들로서 당시 육지이던 베링 육교(베링기아)를 통해 북아시아에서 베링 해협을 건너 아메리카 대륙으로 건너갔다. 독자적인 소규모 수렵채집민 집단들은 대형 초식동물 무리를 따라 알래스카 깊숙이 들어갔다. 기원전 16,500 ~ 13,500년 경에 태평양 연안과 북미 계곡을 따라 얼음이 녹은 통로가 생겨났는데, 이로 인해 육지 동물이 대륙의 내륙 지역을 향해 남쪽으로 이주할 수 있게 되었고, 그 뒤를 따라 인간이 이주하게 된 것이다. 인간들은 육로로 걸어서 이동하기도 하고 해안을 따라 배를 타고 이동하기도 했을 것이다. 아메리카 전역에 사람이 정착한 정확한 시기와 경로는 여전히 논쟁의 대상이다. 베링해로부터 아메리카 대륙으로 이동한 고대 정착민의 물결은 세 차례나 있었을 가능성이 높다.

## 같이 보기
- 아메리카 원주민
- 선콜럼버스 시대